# Herz-Mariä-Kirche (Alzen)

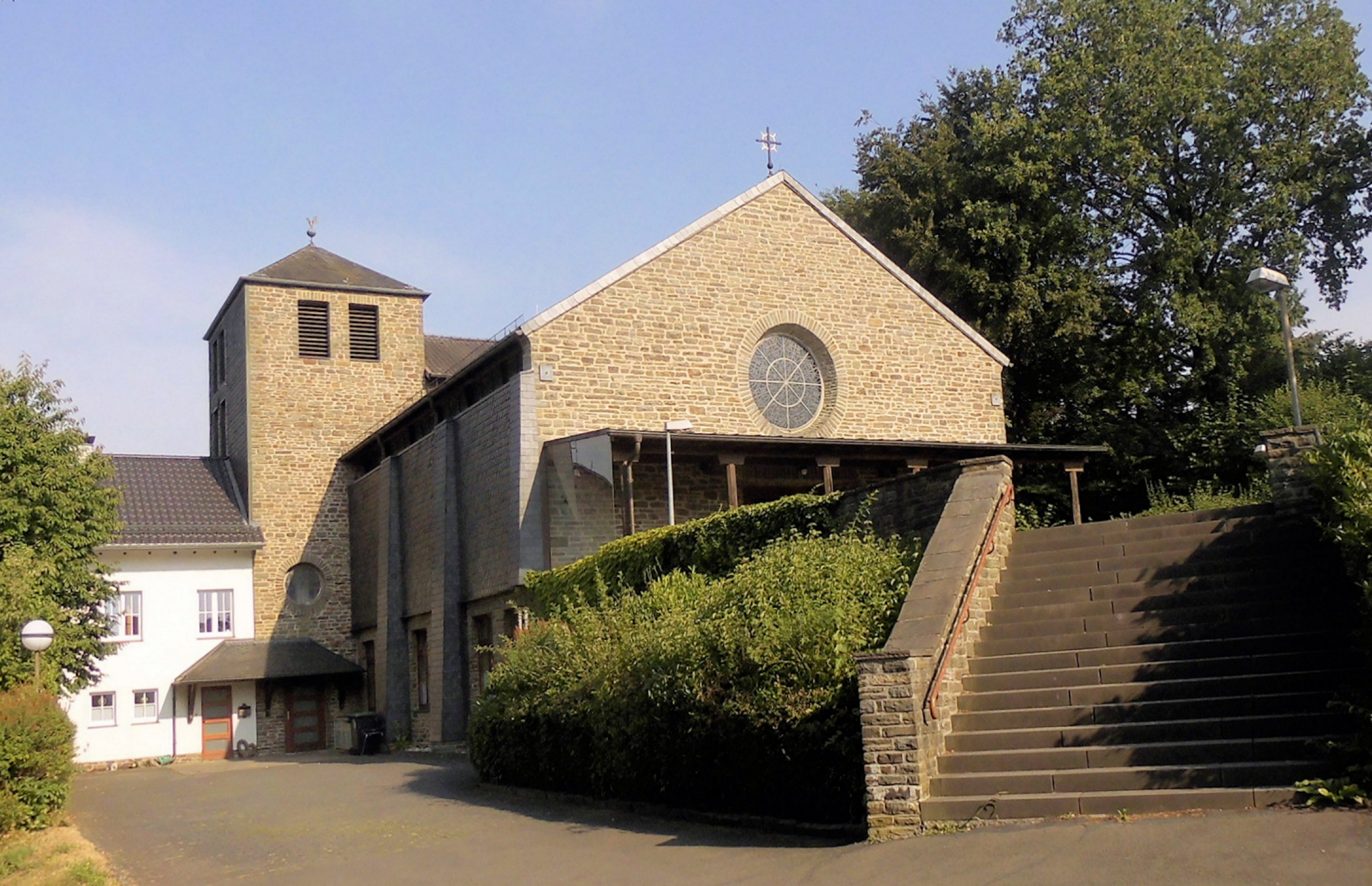
Herz-Mariä-Kirche

Die römisch-katholische Filialkirche Herz-Mariä in Alzen, einem Ortsteil von Morsbach, ist eine Wallfahrtskirche. Sie gehört zum Seelsorgebereich „Morsbach/Friesenhagen/Wildbergerhütte“ und ist neben der Pfarrkirche St. Gertrud in Morsbach die zweite Kirche der Kirchengemeinde St. Gertrud. Eine weitere Filialkirche ist Christ-König in Ellingen. Diese ist seit 2020 geschlossen.

## Geschichte
Die Kirche wurde am  22. August 1954 durch den Kölner Weihbischof Wilhelm Cleven eingeweiht. In den Altar wurden die Reliquien der Ursula von Köln und des Gereon von Köln aus Kölner Kirchen eingemauert.
Die Alzener Kirche ist die erste Kirche in der Kölner Erzdiözese, die dem unbefleckten Herzen Mariens geweiht ist. Ab Sommer 1946 diente eine alte Arbeitsdienstbaracke als Notkirche und im Oktober 1950 wurde der erste Spatenstich der neuen Kirche durch Dechant Karl Strack durchgeführt. Richtfest wurde im Oktober 1952 gefeiert.
In der Kirche wurde am 2. Januar 1955 die Fatima Madonna in einem Seitenaltar im linken Seitenschiff der Kirche aufgestellt. Alzen ist so zu einem bekannten Marien-Wallfahrtsort geworden. Höhepunkte sind die an jedem 13. eines Monates stattfindenden Fatima-Feiern sowie die Lichterprozession am 13. Mai und am 13. Oktober.